# 井上正崇
井上 正崇（いのうえ まさたか、1945年1月25日 - ）は、大阪府出身の日本の電気/電子物理工学・半導体工学者。大阪工業大学第11代学長・名誉教授。学校法人常翔学園顧問。工学博士（大阪大学）。大学コンソーシアム大阪元理事長。大学基準協会元評議員。関西社会人大学院連合元理事。元応用物理学会関西支部評議員・幹事。元日本学術振興会産学協力研究委員会委員。第11回半導体ホットキャリア国際会議1998組織委員長。スペインのITイノベーション研究機関AIR Instituteアドバイザリーボード。瑞宝中綬章受章。
専門は、半導体工学・半導体デバイス、電気/電子物理工学（特に超格子）。

## 略歴
1973年大阪大学大学院工学研究科電気工学専攻博士課程修了、工学博士（大阪大学）。その後、大阪大学助教授、コーネル大学研究員などを経て、1984年から大阪工業大学に在職。工学部電気工学科および電気電子システム工学科教授、新材料研究センター長、教務部長などを経て、2005年から工学部長・工学研究科長。2007年に大阪工業大学第11代学長に就任。2015年同大学名誉教授。大阪工業大学工学部（電気工学科・電気電子システム工学科）にて30年以上の長きに渡り教鞭を執った。2015年より学校法人常翔学園顧問を務める。2020年、瑞宝中綬章受章。
新しい大阪工業大学が目指す「真の理工系グローバル人材」の育成のため、海外の有力大学（特にミュンヘン工科大学・サラマンカ大学）との国際交流化を牽引し、国際PBL・海外研究支援プログラムの実施や、積極的な海外協定校・MOU締結をはじめとしたグローバル化の推進など変革に挑んだ。また、海外の理工系大学でトップクラスのスタンフォード大学も実施している「デザイン思考」教育を推進し、大阪工業大学梅田キャンパスに新設されたロボティクス＆デザイン工学部への適用に貢献し、「デザイン思考なら大阪工業大学」を啓蒙した。この適用のため、スタンフォード大学から教員陣を迎えてのワークショップの開催、大阪工業大学からスタンフォード大学への教員派遣も実施した。
また、国際会議（例：DCAI 2016 - 分散計算と人工知能に関する国際会議）にも積極的に参加し、大阪工業大学の国際的プレゼンス向上に貢献した。
主な所属学会は、アメリカ物理学会、日本物理学会、応用物理学会、電子情報通信学会。

## 主な著書
- 半導体デバイス工学（共著、昭晃堂1985、学術書）
- 光エレクトロニクス（共著、オーム社2001、学術書）
- 人工格子の基礎（共著、シ－エムシ－出版2003、学術書）

## 主な研究
- 超格子構造を用いたデバイス 〜高速電子とホットエレクトロン効果の応用
- 半導体超薄膜の成長と物性評価[12]
- InAsヘテロ接合のMBE成長とデバイス応用[13]
- 分子線エピタキシー法によるZnS/ZnOヘテロ接合の作製と界面反応
- InAs/AlGaSb量子細線3分岐構造における非線形電子輸送[14]
- 酸化亜鉛(ZnO)トランジスターの開発とバイオセンサー応用[15]
- 単結晶シリコン基板上の酸化亜鉛単結晶膜の製造方法：特開2003-165793 - 科学技術振興事業団（現：科学技術振興機構, JST）への特許